# 6171 Uttorp
A 6171 Uttorp 1981 UT a Naprendszer kisbolygóövében található aszteroida. L. G. Taff fedezte fel 1981. október 26-án.